# Loxicephala mirei
Loxicephala mirei är en insektsart som beskrevs av Marius Descamps 1977. Loxicephala mirei ingår i släktet Loxicephala och familjen Thericleidae. Inga underarter finns listade i Catalogue of Life.